# Jüdischer Friedhof (Phalsbourg)

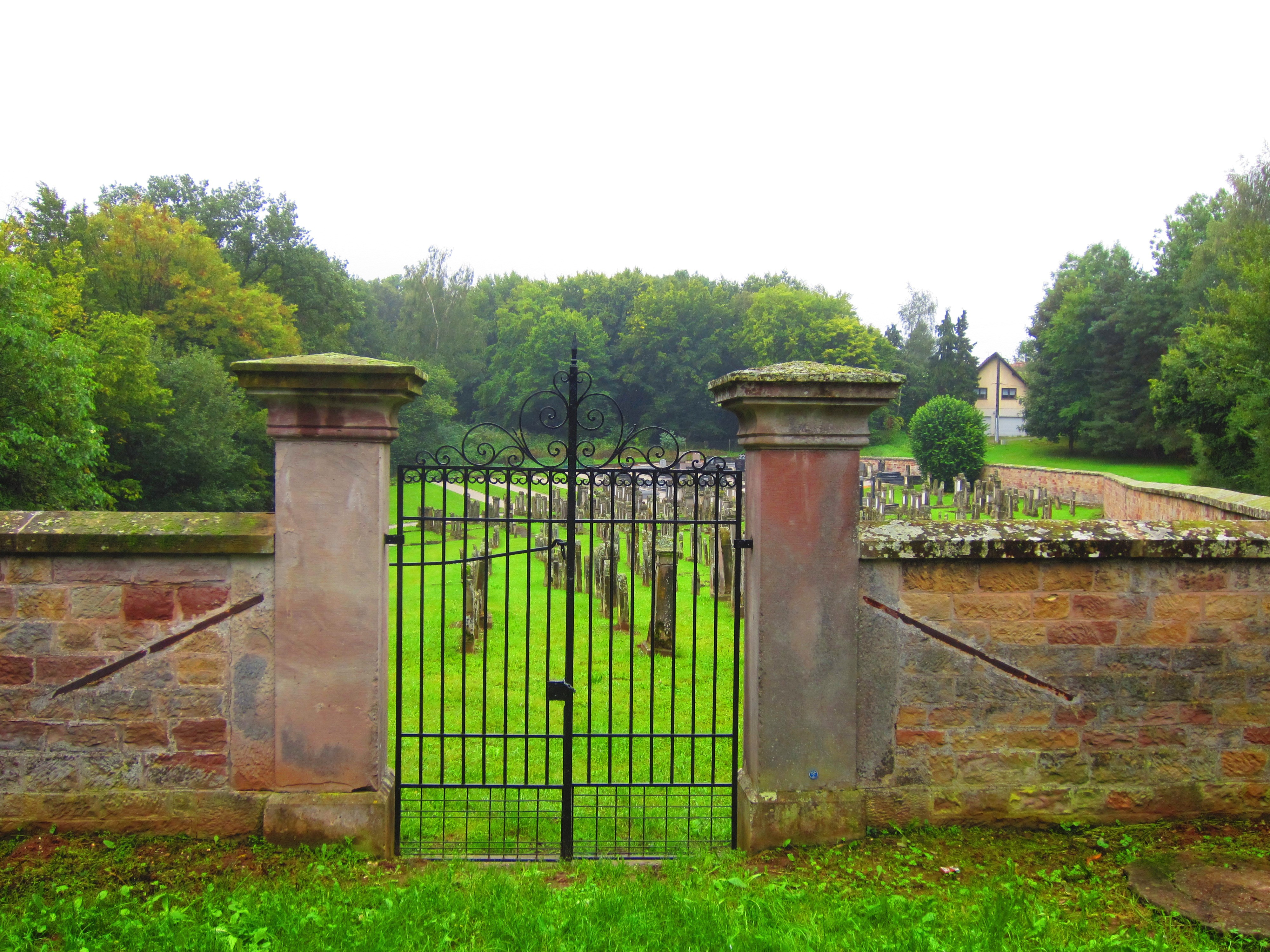
Jüdischer Friedhof in Phalsbourg

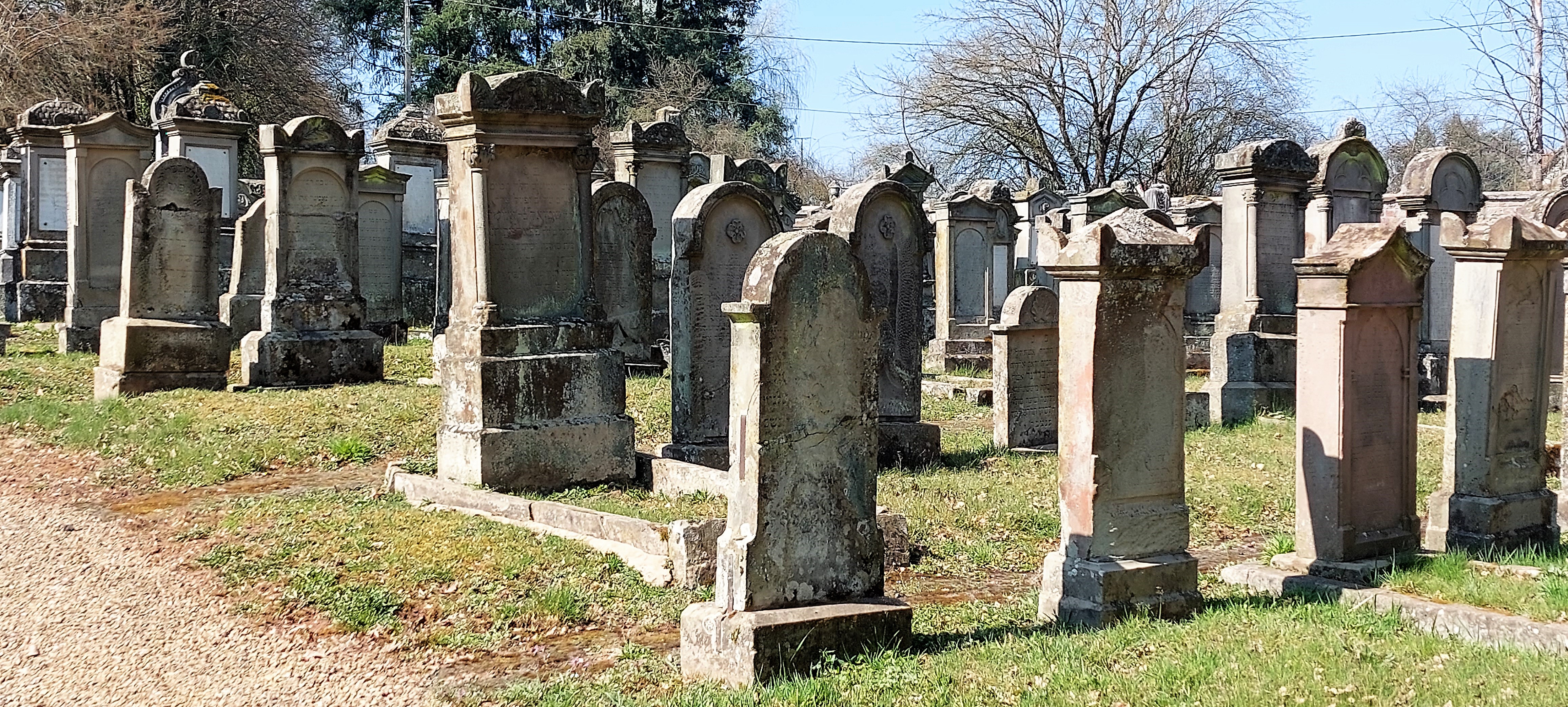
Grabsteine

Der Jüdische Friedhof in Phalsbourg, einer französischen Stadt im Département Moselle in der historischen Region Lothringen, wurde 1796 angelegt. Der jüdische Friedhof am Chemin du Brunnenthal ist seit 1996 als Monument historique geschützt.
Auf dem Friedhof sind noch circa 400 Grabsteine erhalten.